# Michel de Marillac
Pour les articles homonymes, voir Marillac.
Michel de Marillac, né le 12 octobre 1563 à Paris et mort le 7 août 1632 à Châteaudun.
Garde des Sceaux sous Louis XIII, il est l'auteur du Code Michau, appellation péjorative à l'époque, publié en 1629, qui est comme un préfigurateur des grandes réformes juridiques et sociales du XVIIe siècle français.
Ligueur, puis chef du parti dévot à la suite du cardinal de Bérulle, il devient l'un des opposants à Richelieu, ce qui précipite sa chute, lors de la journée des Dupes, en 1630.

## Les années de formation
Héritier d'une vieille famille d'Auvergne traditionnellement au service des ducs de Bourbon et de la monarchie française, Marillac naît en 1563.
Son père Guillaume de Marillac, contrôleur général des finances en 1569, meurt en 1573. Michel est élevé par un oncle.

### Une carrière de juriste et de financier
Ses études de Droit et sa pratique d'avocat le préparent à l'office de conseiller au Parlement de Paris qu'il obtient en 1586. Il épouse en 1587 Nicola (Marguerite) Barbe de la Forterie dont il aura six enfants. Veuf en 1600, il se remariera, en septembre 1601, avec Marie de Saint-Germain, veuve de Jean Amelot.
Sa participation active à la Ligue catholique pendant plusieurs années après 1589 aurait pu le mettre en difficulté mais il réussit à la faire oublier. Avec l'approbation du nouveau roi Henri IV, Marillac devient Maître des requêtes en 1595. Dans cette fonction, il remplit de nombreuses missions auprès du Conseil du roi, en particulier dans les provinces et préside de nombreuses commissions juridiques et financières, spécialement sous le Chancelier Nicolas Brûlart de Sillery. Quand Marillac démissionne en tant que Maître des requêtes en 1612, Sillery le nomme Conseiller d'État, se spécialisant dans les affaires financières. Cette promotion est encouragée par Marie de Médicis, la régente à qui la famille de Marillac était déjà liée par des mariages et des liens de service.

### Un activiste religieux
Ces connexions personnelles et politiques sont renforcées par les liens religieux, essentiels dans le parti dévot qui émergea à la fin des guerres de religion. Marillac devient l'une des figures emblématiques du mouvement. Il envisage à plusieurs reprises d'abandonner sa carrière pour embrasser sa vocation religieuse. Après 1602 il est lié très étroitement avec les cercles influents, comme celui de Madame Acarie, consacrés à la réforme spirituelle et directement à l'origine de quelques-uns des plus importants mouvements religieux de ce temps, telle que l'introduction en France de l'ordre réformé des Carmélites en 1604 ou la fondation de l'ordre des Oratoriens par Pierre de Bérulle en 1611. Marillac est l'un des artisans des négociations pour lever les obstacles juridiques et financiers mis à leur développement.
Il est l'oncle maternel de Marguerite d'Arbouse, bénédictine réformatrice de l'abbaye Notre-Dame du Val-de-Grâce, issue de  l'abbaye du Val-Profond de Bièvres et nouvellement fondée à Paris. Il est l'oncle également de Louise de Marillac, fondatrice des Filles de la Charité.

## Marillac au pouvoir

### Surintendant des Finances
Le 27 août 1624, Michel de Marillac est nommé conjointement avec Jean Bochart surintendant des finances. Les tâches de chacun n'étant pas spécifiées, il n'est pas possible de différencier ce qui relève du travail de l'un ou de l'autre. On ne peut donc que renvoyer à la vie de Jean Bochard pour décrire les activités de Marillac en matière financière : la tenue de la Chambre de justice et la recherche des moyens nécessaires à la conduite de la politique étrangère du Premier ministre.

### Garde des Sceaux
En juin 1626, le chancelier d'Aligre, compromis par sa fidélité à Gaston d'Orléans, est disgracié. Michel de Marillac le remplace comme garde des sceaux.
Son action recouvre quatre faits saillants : il ouvre les États de Bretagne à Nantes puisque César de Vendôme (duc de Vendôme), gouverneur de la province, a été démis de ses fonctions pour sa participation à la « conspiration de Chalais ». Il ordonne que soit tenu le procès du comte de Chalais. Il préside l'assemblée des notables de décembre 1626 à février 1627.
Il rédige l'ordonnance de 1629, connue sous le nom de Code Michau, importante synthèse en 461 articles des textes adoptés aux États généraux de 1614 et des assemblées de notables de 1617 et 1626, envisageant tous les aspects du gouvernement.
La carrière de Marillac est typique des liens innombrables tissés entre la religion et la politique sous Louis XIII. C'est largement cette imbrication qui l'aide à se propulser aux plus hautes charges, particulièrement quand Marie de Médicis retrouve toute sa puissance politique au début des années 1620.
Simultanément les responsabilités ministérielles de Marillac le convainquent de la corruption de l'administration. Ses efforts de réforme, dont faire plier les pouvoirs des parlements et des États provinciaux, lui confèrent une réputation d'autoritarisme, plus grand encore que celui de Richelieu. Cependant, les différences entre eux sont plus de degré et de tempérament.

## La chute de Marillac
Ce travail de juriste privilégiant la réforme intérieure de l'État et la défense du catholicisme l'oppose à Richelieu dont la politique est centrée avant tout sur la résolution des problèmes internationaux de l'époque. Le consensus politique qui les avait tous deux amenés au pouvoir vient à son terme lorsque la révolte protestante prend fin en 1629. En 1629 et 1630, les deux hommes se livrent une guerre larvée : Richelieu encourage le Parlement à ne pas enregistrer le Code Michau, Marillac s'oppose à l'intervention française en Piémont et à la guerre contre l'Espagne. Il émerge comme le principal critique de la stratégie anti-Habsbourg de Richelieu. Au-delà du rejet des alliances tactiques avec des protestants, il craint que des guerres, en perpétuant les désordres civils et freinant les indispensables réformes, affaiblissent encore la France. Marie de Médicis se rallie à cette position en 1630 et accepte de demander le renvoi de Richelieu.
En novembre 1630, la journée des Dupes voit le triomphe du Premier ministre et de ses orientations, et scelle le sort de Marillac. Il est sommé de se rendre à Glatigny pour y attendre les ordres du roi. Le 12 novembre, La Ville aux Clercs et Charles Duret de Chevry viennent lui réclamer les sceaux au nom du souverain et le remettent aux mains d'un exempt des gardes du corps et de huit archers chargés de l'accompagner dans son exil. Il est conduit en résidence forcée à Caen, à Lisieux et finalement à Châteaudun en février 1631. Le 19 juillet, après l'évasion de Marie de Médicis de Compiègne, il est enfermé au château de Châteaudun. Il y fait son testament le 5 octobre.
Son frère, Louis II de Marillac, qui avait fait partie du complot contre Richelieu, est jugé et exécuté en mai 1632. Michel de Marillac meurt dans sa prison de Chateaudun, le 7 août 1632.
Beaucoup d'aspects restent mystérieux à propos de ce début de carrière prometteur d'un homme dont son seul biographe, son disciple Lefebvre de Lezeau, réduit la vie à un exemple de vertu religieuse et de discrétion de haute élévation morale, un homme qui semble dépourvu de toute ambition et qui pourtant aurait bien pu remplacer Richelieu comme Premier ministre de Louis XIII. Sa chute semble due en grande partie à l'échec de son code et à l'hostilité des robins (magistrats du Parlement) qui lui reprochèrent d'avoir tenté de réduire, à travers le code, leurs pouvoirs.

## Blason
| Figure | Blasonnement |
|        | D'argent maçonné de sable de sept carreaux, 2, 3 et 2, celui en abyme chargé d'un croissant de gueule, les autres chargés chacun d'une merlette de sable., |

Note : Sur certaines gravures, les armes de Michel de Marillac diffèrent : on les voit D'argent maçonné de sept carreaux de sable placés 2, 3 et 2, celui en cœur (en abyme) de gueules chargé d'un croissant figuré d'argent, les autres chargés chacun d'une merlette de sable. Toutefois, aucune autre source ne lui prête ce blasonnement.

## Écrits

### Écrits politiques
- La Harangue de M. le Garde des sceaux faite aux États de Bretagne tenus à Nantes, le Roy y séant, 1626 in 8°, 12 pages
- La relation de la descente des Anglais en l'isle de Ré, du siège mis par eux au fort de Saint-Martin et de tout ce qui s'est passé de jour en jour jusques à la défaite et retraite desdits Anglais, Paris, E. Martin, 1628, in 8°, 247 pages.
- L'Ordonnance du roy Louis XIII sur les plaintes et doléances faittes par les députés des Estats de son royaume convoqués et assemblés en la ville de Paris en 1614, publiée au Parlement le 15 janvier 1629, A. Estienne, in 8°, 1629, 303 pages. C'est le Code Michau
- La Relation exacte de tout ce qui s'est passé à la mort du maréchal d'Ancre, Leyde, 1659, in 4°, 75 pages,

### Écrits religieux
- L'Examen du livre intitulé Remontrances et conclusions des gens du Roi et arrêt de la cour de Parlement du 26 novembre 1610 attribué faussement à M. Servin, conseiller du roi en son conseil et avocat à la cour de Parlement de Paris comme ayant été faite en ladite cour sur le livre du cardinal Bellarmin pour montrer les ignorances, impertinences, faussetés et prévarications qui se trouvent presque en toutes les pages, 1611, in 8°, 179 pages est un livre religieux sur les œuvres du cardinal Bellarmin saisies par le Parlement et dans lequel il s'oppose aux polémiques gallicanes qui se sont développées alors.
- De l'érection et institution de l'ordre des religieuses de Notre-Dame du Mont Carmel selon la réformation de Saint-Thérèse en France, des troubles et des différends excités en cet ordre et du jugement rendu par le pape sur iceux, Paris, E. Martin, 1622, in 8°, 384 et 25 pages, atteste son intérêt pour l'ordre qu'il a aidé à s'installer en France.
- Les traductions des CL Pseaumes (sic) de David et des X cantiques insérés en l'office de l'Église, Paris 1625, in 8°, 512 pages, et des IV livres de l'Imitation de Jésus-Christ, Paris, 1631, in 8°, 568 pages attestent sa forme de piété et son art de la traduction.